# JConsole
JConsole — графічний інструмент моніторингу Java Virtual Machine (JVM) і Java-додатків на локальному або віддаленому комп'ютері.
JConsole використовує основні особливості віртуальної машини Java для надання інформації про споживання ресурсів Java-додатками, завдяки технології Java Management Extensions (JMX). JConsole поставляється, як частина Java Development Kit (JDK). Також графічна консоль може бути запущена за допомогою команди «jconsole».